# Oswaldtwistle
Oswaldtwistle es una villa del distrito de Hyndburn, en el condado de Lancashire (Inglaterra).

## Geografía
Según la Oficina Nacional de Estadística británica, Oswaldtwistle tiene una superficie de 2,15 km².

## Demografía
Según el censo de 2001, Oswaldtwistle tenía 12 527 habitantes (48,84% varones, 51,16% mujeres) y una densidad de población de 5826,51 hab/km². El 20,58% eran menores de 16 años, el 71,81% tenían entre 16 y 74 y el 7,61% eran mayores de 74. La media de edad era de 38,83 años.
El 95,19% eran originarios de Inglaterra y el 2,62% de otras naciones constitutivas del Reino Unido, mientras que el 1,05% eran del resto de países europeos y el 1,13% de cualquier otro lugar. Según su grupo étnico, el 98,43% de los habitantes eran blancos, el 0,31% mestizos, el 1,05% asiáticos, el 0,03% negros, el 0,13% chinos y el 0,05% de cualquier otro. El cristianismo era profesado por el 82,19%, el budismo por el 0,1%, el islam por el 0,96%, el sijismo por el 0,02% y cualquier otra religión, salvo el hinduismo y el judaísmo, por el 0,13%. El 9,07% no eran religiosos y el 7,53% no marcaron ninguna opción en el censo.
Del total de habitantes con 16 o más años, el 26,57% estaban solteros, el 52,31% casados, el 2,53% separados, el 9,25% divorciados y el 9,35% viudos. Había 5198 hogares con residentes, de los cuales el 27,76% estaban habitados por una sola persona, el 9,35% por padres solteros con o sin hijos dependientes, el 39,44% por parejas casadas y el 10,88% sin casar, con o sin hijos dependientes en ambos casos, el 8,37% por jubilados y el 4,19% por otro tipo de composición. Además, había 200 hogares sin ocupar.